# Niklas von Globen

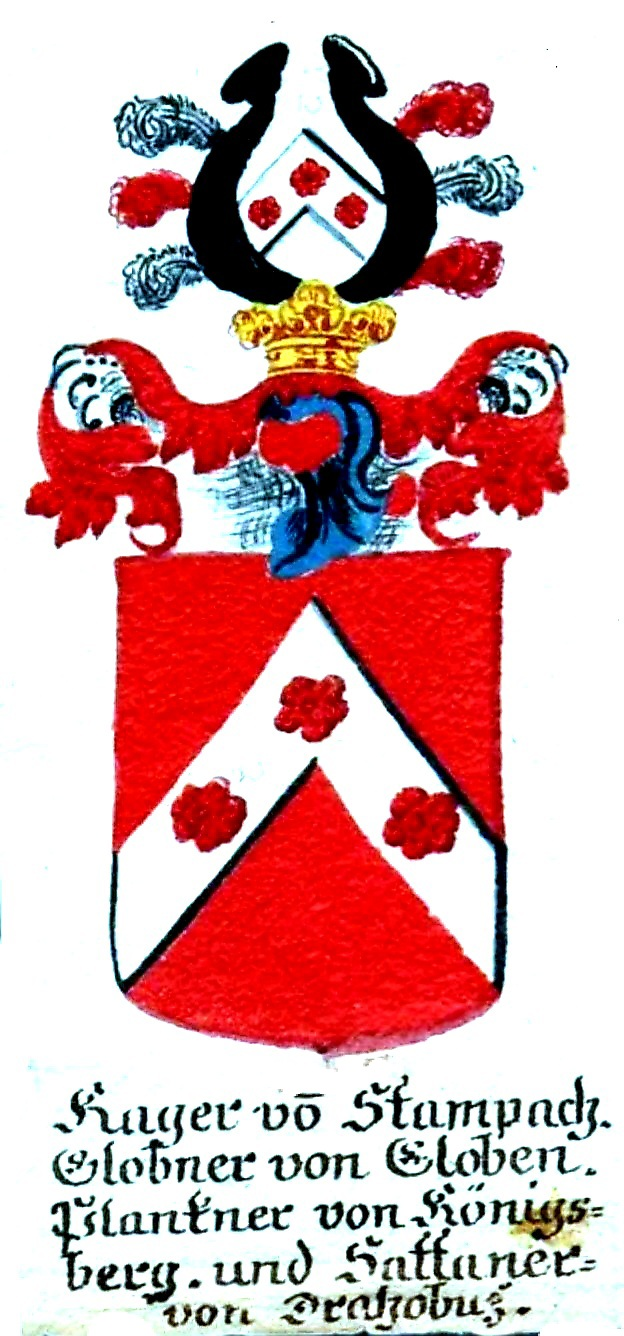
Stammwappen

Niklas Globner von Globen Herr auf Schönlind und Krottensee (* um 1565; † 1639 in Syrau) war ein böhmischer Adeliger, Rittergutsbesitzer, kurfürstlich-sächsischer Kommissar und Kreishauptmann.

## Leben
Er entstammte dem alten böhmischen Rittergeschlecht der Globner von Globen, aus dem niederen Landadel des Elbogener Landes und war der Sohn von Stephan von Globen auf Krottensee und dessen Ehefrau Amalia geb. von Rödern auf Rödersdorf, der Tochter von Hans von Rödern auf Rödersdorf. Die Familie war stamm- und wappenverwandt mit den Kager von Steinbach, der Plankner von Königsberg und der Sathaner von Drahowitz. Durch Erbteilungen sind die Globner von Globen im Laufe des 16. Jahrhunderts verarmt. Nach dem Tode des Grafen Niklas Schlick erbte Heinrichsgrün seine Witwe Agnes geb. Gräfin von Lippa. Zur Unterstützung bei der Besitzverwaltung ernannte Gräfin Agnes Schlick 1589 Niklas von Globen zum Gutshauptmann der Herrschaft Heinrichsgrün. 1598 starb seine erste Frau Katharina geb. Multz von Waldau im Kindbett und von Globen vermählte sich darauf in zweiter Ehe mit der Tochter des Grafen Viktorin Schlick II., dem seit 1582 das Gut Schönlind gehörte. Nach dem Tode seines Schwiegervaters erbten zunächst dessen Söhne die schon unter ihrem Vater verschuldete Herrschaft. Da keiner der Erben in der Lage war den anderen auszuzahlen, wurde das Gut, bestehend aus den Ortschaften Schönlind, Schindelwald und Kohling, sowie dem Bergstädtchen Frühbuß, 1602 an ihren Schwager verkauft. 

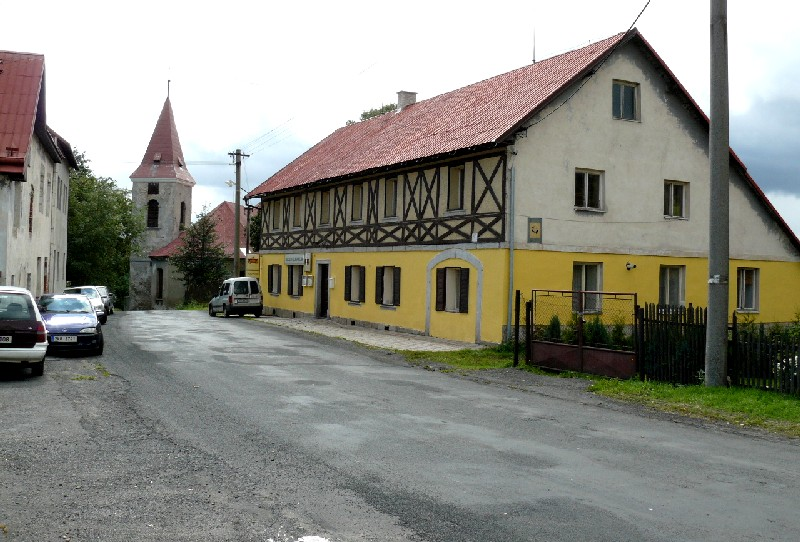
Rittergut Schönlind

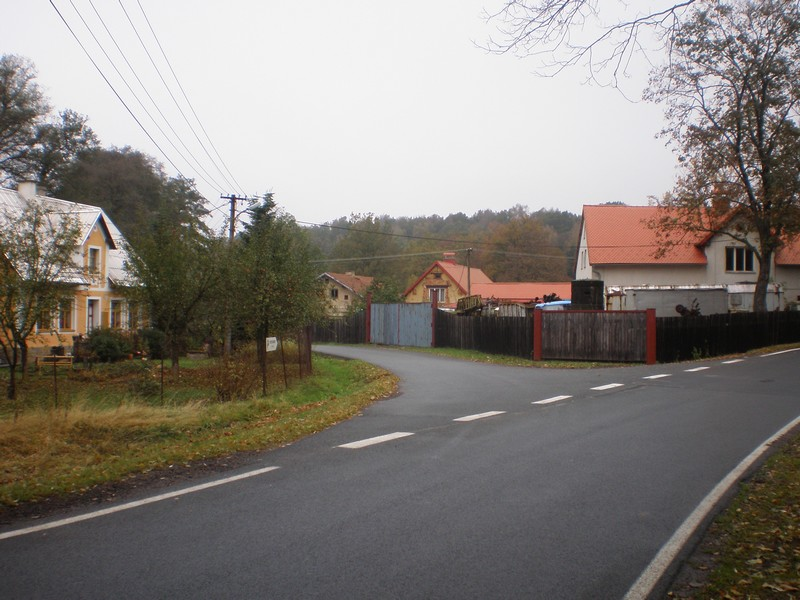
Krottensee

Laut Gerichtsakten, kam es nach dem Erwerb des Gutes zwischen von Globen und dem Amtmann von Schwarzenberg zu Streitigkeiten um den Verlauf einer gemeinsamen Grenze nördlich von Frühbuß, die mehrere Jahre andauerte und aus dem sich sogar ein Politikum entwickelte, das die jeweiligen Landesherren auf den Plan rief. Der eigentliche Grund war die Auseinandersetzungen zwischen Pichern (Pechkratzer) aus Eibenstock, die in der sumpfigen Gegend des als Mutstall bezeichneten Gebietes um den Großen Kranichsee die Fichten ankratzten, um Pech zu gewinnen, und den böhmischen Köhlern der zahlreichen Hämmer des Rothautales, die dort ihre Meiler anrichteten. Am 1. Oktober 1606 setzte von Globen den Magister Adam Zephelius aus Falkenau als Prediger von Frühbuß und Schönlind ein. Am 4. November 1620 ersuchte von Globen als Kreishauptmann von Elbogen mit seiner Kompanie nach Schlackenwerth und Karlsbad dem Befehlshaber der pfälzischen Truppen Johann Albrecht von Solms-Braunfels zu Hilfe zu kommen. Nach dem in der Schlacht am Weißen Berg am 8. November 1620 das Heer das Winterkönigs von den kaiserlichen Truppen geschlagen wurde, unterwarf sich von Globen dem Kaiser. Im Dezember 1620 seines Amtes enthoben, erteilte ihm am 15. Dezember 1620 in Prag Karl von Lichtenstein für sein Gut Schönlind einen Schutzbrief. Als mansfeldische Truppen nach Schlaggenwald vorrückten, suchte von Globen im Winter 1621 in Kursachsen bei seinem Schwager Wilhelm Friedrich von Milkau in Alberode bei Aue Schutz. In einem Schreiben vom 31. Januar 1621 lehnte der Kurfürst das Asyl mit der Begründung ab, dass sich von Globen gegen den mit dem Kurfürsten verbündeten Kaiser vergangen habe und er als damaliger Kreishauptmann verpflichtet gewesen sei, nicht außer Landes zu gehen, sondern den Landadel zum Widerstand gegen Mansfeld beizustehen. Alle wertvolle Gegenstände die in Schönlind vorhanden waren, hatte von Globen auf Wägen im Winter über die Gebirgspässe nach Eibenstock transportieren lassen und dort bei den Gerichtsherren in Verwahrung gegeben. Diese wurden nach der Rückkehr von Globen nach Böhmen kurzerhand beschlagnahmt und nach Schwarzenberg fortgeschafft. Am 18. Dezember 1621 erging vom Kurfürsten an den Obersthofmeister Carlowitz der Befehl die nach Schwarzenberg verbrachten Sachen heimlich nach Augustusburg zu führen und dort im Sommerhaus dem dortigen Verwalter zu übergeben. Von dort ging ein Teil weiter an den Hof in Dresden. Die Objekte wurden in Schwarzenberg von einem Notar aufgenommen und bestanden laut Verzeichnis aus: Kästen, Fässer, Truhen, Säcke, Schränke, versiegelte Schreibtische, Bücher, Betten, Leinen, Tücher, aber auch aus Lebensmittel wie Erbsen, Butter, Mehl, Brot, Rüben, Fisch und Rauchfleisch. In einem Schreiben vom 4. Februar 1621 bat von Globen den Kurfürsten erneut um eine Aufenthaltsgenehmigung und beteuerte nicht mehr Hauptmann des Elbogener Kreises zu sein. Auch versuchte er mehrmals vergeblich seine beschlagnahmten Habseligkeiten zurückzufordern. So schrieb er aus Schönlind seinem Schwager Wilhelm Friedrich von Milkau, er möge sich um Rückgabe der von Eibenstock nach Schwarzenberg konfiszierten Utensilien seiner Frau, Schwester und Schwägerin und deren Tochter beim Kurfürsten einsetzen. Schließlich betraute von Globen den Protektor Adam von Wallenstein in Prag sich seiner Sache annehmen. 
Am 1. März 1622 reiste von Globen, mittlerweile Witwer, nach Torgau um beim Kurfürsten und der versammelten Landstände vorzusprechen. Er schildert dem Kurfürsten, dass er nun auch noch seine Frau verloren habe und die beschlagnahmten Gegenstände für die Aussteuer seiner vier heiratsfähigen Töchtern bestimmt gewesen sei. Seine Kinder trugen nach dem Verlust nicht mehr als die tägliche Kleidung. Am 8. März 1622 richtete von Globen in Torgau erneut an den Kurfürsten die Bitte, sich doch wenigstens seiner Kinder erbarmen. Seine Bemühungen blieben jedoch erfolglos und er musste unverrichteter Dinger abreisen. Wohl war der Kurfürst nicht bereit zuzugeben, sich selbst an dem Flüchtlingsgut vergriffen zu haben. Im Zuge der Gegenreformation erschien am 31. Juli 1627 ein kaiserliches Reformationspatent, das vom Adel verlangte, binnen sechs Monaten entweder katholisch zu werden oder außer Landes zu gehen. Am 28. November 1628 verkaufte von Globen sein Gut Schönlind an den Freiherrn Otto von Nostitz, der bereits durch den Erwerb der Herrschaft Heinrichsgrün 1627 sein Gutsnachbar geworden war. Sein Gut Krottensee veräußerte er hingegen an seinem Vetter Jobst Christoph von Globen um 12000 fl. Danach hielt er sich zeitweise im Vogtland auf und kehrte schließlich mit sächsischen Truppen nach Böhmen zurück, wo er zeitweise für den eroberten Elbogner Kreis zum kurfürstlich-sächsischer Kommissar ernannt wurde. Im Mai 1631 wurde von Globen von kaiserlichen Truppen aus dem Land vertrieben und musste erneut in Kursachsen Schutz suchen. Zuletzt ist er am 19. September 1639 als Zeuge in einem Teilungsvertrag der Herren von Schönburg genannt. Laut einer Notiz des Sterbebuches der Pfarrei Syrau starb er vermutlich noch im gleichen Jahr.

## Familie
Niklas von Globen vermählte sich in erster Ehe mit Katharina Multz von Waldau (* um 1572; † 14. Juli 1598 in Heinrichsgrün) und in zweiter Ehe mit Susanna Schlick († 1622 in Schönlind). Es sind folgende Kinder bekannt:
- Niclaß (* September 1591 in Heinrichsgrün), illegitim, Mutter Anna Maria Vitzthun
- Albrecht († vor 1628); ⚭ Anna Catharina Plankenberger
- Georg Christoph; ⚭ 22. Februar 1628 Anna Catharina von Globen, geb. Plankenberger
- Ursula, angeblich von zwei Frauen ermordet, die Täterinnen wurden  1616 in Nürnberg hingerichtet[3]
- Juliana († 5. April 1674 in Syrau); 1.⚭ Albrecht Otto von Güntherod; 2.⚭ Christian Volrat von Watzdorf
- Georg Wilhelm (* 11. Oktober 1605; † 15. September 1669); ⚭ Christina von Güntherod
- Susanna (* 23. Februar 1616; † 1682); ⚭ N. von Ende
- Anna Sebilla

## Vorfahren
|  |                                                |  |  |  |  |  |  |  |  |  |  |  |  |
|  | Christoph von Globen auf Liebau                |  |  |  |  |  |  |  |  |  |  |  |  |
|  |                                                |  |  |  |  |  |  |  |  |  |  |  |  |
|  |                                                |  |  |  |  |  |  |  |  |  |  |  |  |
|  | Christoph von Globen auf Liebau                |  |  |  |  |  |  |  |  |  |  |  |  |
|  |                                                |  |  |  |  |  |  |  |  |  |  |  |  |
|  |                                                |  |  |  |  |  |  |  |  |  |  |  |  |
|  | Magdalena von Kirmenreut                       |  |  |  |  |  |  |  |  |  |  |  |  |
|  |                                                |  |  |  |  |  |  |  |  |  |  |  |  |
|  |                                                |  |  |  |  |  |  |  |  |  |  |  |  |
|  | Stephan von Globen auf Krottensee              |  |  |  |  |  |  |  |  |  |  |  |  |
|  |                                                |  |  |  |  |  |  |  |  |  |  |  |  |
|  |                                                |  |  |  |  |  |  |  |  |  |  |  |  |
|  | Hieronymus von Berglaß auf Weißenburg          |  |  |  |  |  |  |  |  |  |  |  |  |
|  |                                                |  |  |  |  |  |  |  |  |  |  |  |  |
|  |                                                |  |  |  |  |  |  |  |  |  |  |  |  |
|  | Magdalena von Berglaß                          |  |  |  |  |  |  |  |  |  |  |  |  |
|  |                                                |  |  |  |  |  |  |  |  |  |  |  |  |
|  |                                                |  |  |  |  |  |  |  |  |  |  |  |  |
|  | Anna von Schirending auf Kuttenplan            |  |  |  |  |  |  |  |  |  |  |  |  |
|  |                                                |  |  |  |  |  |  |  |  |  |  |  |  |
|  |                                                |  |  |  |  |  |  |  |  |  |  |  |  |
|  | Niklas von Globen auf Schönlind und Krottensee |  |  |  |  |  |  |  |  |  |  |  |  |
|  |                                                |  |  |  |  |  |  |  |  |  |  |  |  |
|  |                                                |  |  |  |  |  |  |  |  |  |  |  |  |
|  | Dietrich von Röder auf Rödersdorf und Leubnitz |  |  |  |  |  |  |  |  |  |  |  |  |
|  |                                                |  |  |  |  |  |  |  |  |  |  |  |  |
|  |                                                |  |  |  |  |  |  |  |  |  |  |  |  |
|  | Hans von Rödern auf Rödersdorf                 |  |  |  |  |  |  |  |  |  |  |  |  |
|  |                                                |  |  |  |  |  |  |  |  |  |  |  |  |
|  |                                                |  |  |  |  |  |  |  |  |  |  |  |  |
|  | Catharina Maria von Zettwitz auf Neuberg       |  |  |  |  |  |  |  |  |  |  |  |  |
|  |                                                |  |  |  |  |  |  |  |  |  |  |  |  |
|  |                                                |  |  |  |  |  |  |  |  |  |  |  |  |
|  | Amalia von Rödern                              |  |  |  |  |  |  |  |  |  |  |  |  |
|  |                                                |  |  |  |  |  |  |  |  |  |  |  |  |
|  |                                                |  |  |  |  |  |  |  |  |  |  |  |  |
|  | Hans Metsch auf Mylau                          |  |  |  |  |  |  |  |  |  |  |  |  |
|  |                                                |  |  |  |  |  |  |  |  |  |  |  |  |
|  |                                                |  |  |  |  |  |  |  |  |  |  |  |  |
|  | Anna Metschen                                  |  |  |  |  |  |  |  |  |  |  |  |  |
|  |                                                |  |  |  |  |  |  |  |  |  |  |  |  |
|  |                                                |  |  |  |  |  |  |  |  |  |  |  |  |
|  | Sybilla von Zettwitz auf Neidberg              |  |  |  |  |  |  |  |  |  |  |  |  |
|  |                                                |  |  |  |  |  |  |  |  |  |  |  |  |
|  |                                                |  |  |  |  |  |  |  |  |  |  |  |  |